# Dieter Semetzky
Dieter Semetzky (ur. 3 listopada 1949 w Dreźnie) – niemiecki wioślarz reprezentujący NRD, srebrny medalista olimpijski.

## Kariera
Wystąpił na igrzyskach olimpijskich w Meksyku w 1968, gdzie osada NRD w składzie: Peter Kremtz, Roland Göhler, Manfred Gelpke, Klaus Jacob i Dieter Semetzky (sternik) zdobyła srebrny medal w czwórkach ze sternikiem. W wyścigu finałowym o 2,58 sekundy przegrali z osadą Nowej Zelandii, a o 0,84 sekundy wyprzedzili osadę Szwajcarii. Był to jego jedyny start olimpijski.
Jedyny tytuł mistrza kraju zdobył w 1968, kiedy zwyciężył w czwórkach ze sternikiem. Po zakończeniu kariery uzyskał licencję kapitańską i pracował jako kapitan statku w żegludze cywilnej. Po zjednoczeniu Niemiec prowadził własną agencję turystyczną.